# Northwich Victoria FC
Nortwich Victoria FC is een Engelse voetbalclub uit de stad Northwich, Cheshire. De club werd in 1874 opgericht en speelde meer dan 125 jaar in hetzelfde stadion, Drill Field. Vanaf de start van seizoen 2005/06 deelt de club een stadion met plaatselijke rivaal Witton Albion.

## Geschiedenis
In 1882 en 1889 werd de finale van de Welsh Cup behaald en verloor respectievelijk van de Druids en Bangor. In 1884 werd de kwartfinale van de FA Cup gehaald maar dan was Blackburn Olympic te sterk voor de club. In het seizoen 1892/93 sloot de club zich aan bij de Football League Second Division en werd gedeeld 6de met de Burton Swifts. Het volgende seizoen werd Victoria laatste en werd niet herverkozen tot de League. Na enkele regionale competities sloot de club zich na de Eerste Wereldoorlog bij de Cheshire County League aan en werd in 1957 kampioen.
Victoria was ook medeoprichter van de Northern Premier League in 1968. Ook in 1979 was de club medeoprichter van een nieuwe competitie toen de Alliance Premier League werd opgericht, later de Football Conference en was de laatste club die daar altijd speelde tot degradatie in 2005. De club werd laatste in 2003/04 maar kon zich redden door het faillissement van een andere club. Het volgende seizoen ging de club in vereffening en degradeerde vrijwillig. Het volgende seizoen begon goed met een 3de ronde in de FA Cup, 4000 fans reisden naar Sunderland om de wedstrijd te zien, Sunderland won met 3-0. Als compensatie dat jaar werd de titel behaald en keerde Nortwich Victoria na één seizoen al terug naar de Conference National. In 2009 degradeerde de club opnieuw.
In 2002 werd het Drill Field, het monumentale stadion van Victoria verkocht voor huizenbouw. Er werd een nieuw stadion gebouwd vlak naast dat van hun rivalen Witton Albion, het Wincham Park stadion. Slechts een riviertje en een strook industriegrond scheidt de twee clubs.
Op dat moment stelt de Football Conference dat een stadion minimaal aan 6000 bezoekers plaats moet bieden, met de mogelijkheid tot uitbreiding naar 10000 toeschouwers. Vlak nadat er met de bouw een begin zou worden gemaakt stelde de Conference het aantal bij naar een meer respectabele 4000 toeschouwers. Het bestuur besloot toch de ambitievolle afslag te nemen wat hen later de nodige financiële problemen zou opleveren.
In 2010 werd Northwich Victoria, dat inmiddels door financiële wanorde hun nieuwe stadion Victoria Ground ook al heeft moeten opgeven, uit de Conference North gezet terug naar de Evo-Stik Northern Premier League.
Inmiddels is zowel de grond met het stadion als de club van eigenaar gewisseld, is er een belastingschuld van £433,902.
Het voortbestaan van de club, die nu zelfs uit de Northern Premier League gekegeld dreigt te worden, is onzeker.
Het Northwich Victoria Supporters Trust, een verbond van supporters onderzoekt nu of er middels een aandelenconstructie geld opgehaald kan worden om de club overeind te houden. Hierdoor wordt de club dus van de aandeelhouder (de supporters), zoals dat ook het geval is bij bijvoorbeeld Fc United Of Manchester, een in 2005 nieuw opgerichte club.

## Bekende (oud-)Spelers
- Ahmed Ali

## Erelijst
- FA Trophy
  - 1984